# El tiempo a solas
El tiempo a solas es la sexta canción del disco Cometas por el cielo del grupo donostiarra La Oreja de Van Gogh. Esta canción, al contrario de muchas del mismo disco, no fue estrenada en el programa de radio Del 40 al 1 de Los 40 Principales.

## Acerca de la canción
Del grupo:
"El tiempo a solas es, probablemente, la canción más oscura que hemos compuesto. En ella una mujer ya mayor espera, entre dudas existenciales, el momento de reencontrarse con su amor de siempre fallecido años atrás. Siente que cuando él se fue se llevó los versos más bonitos y sus poesías dejaron de rimar."
Como curiosidad sobre la canción, el grupo pasó los coros de Leire por el amplificador de la guitarra de Pablo para conseguir el sonido distorsionado. La maqueta de la canción, antes de quedar con el nombre publicado en el disco, tenía el título de Soviet.